# Park (Kansas)
Park è un comune degli Stati Uniti d'America, situato nello Stato del Kansas, nella Contea di Gove.